# Tropidoscincus
Tropidoscincus es un género de lagartos perteneciente a la familia Scincidae. Son endémicos de Nueva Caledonia.

## Especies
Según The Reptile Database:
- Tropidoscincus aubrianus Bocage, 1873
- Tropidoscincus boreus Sadlier & Bauer, 2000
- Tropidoscincus variabilis (Bavay, 1869)